# Madre (film, 1924)
Pour les articles homonymes, voir Madre (homonymie).
Pour plus de détails, voir Fiche technique et Distribution.
Madre est un film muet colombien, en noir et blanc, réalisé par Samuel Velásquez. Il fut présenté pour la première fois, en Colombie, le 10 mars 1924 à Manizales au Teatro Olympia et à Bogota au théâtre Faenza. 

## Synopsis
Une jeune fille, protégée par sa mère, est au centre d'un conflit opposant deux prétendants qui souhaitent la conquérir.

## Fiche technique
- Titre original : Madre
- Réalisation : Samuel Velásquez[1]
- Pays :  Colombie
- Format : Noir et blanc - Muet - 35 mm[1]
- Durée : 21 minutes
- Genre : Drame
- Date de sortie : 
  -  Colombie : 10 mars 1924[1]

## Distribution
- Isabel Trujillo
- Inés Trujillo
- Jaime Toro Álvarez
- Antonio Jaramillo Mejía
- Antonio Gómez Villegas
- Alfonso González
- Gabriel Jaramillo Arango